# Phymeurus machadoi
Phymeurus machadoi är en insektsart som beskrevs av Mason, J.B. 1966. Phymeurus machadoi ingår i släktet Phymeurus och familjen gräshoppor. Inga underarter finns listade i Catalogue of Life.